# Gordon Igesund
Gordon George Igesund (Durban, 26 luglio 1956) è un allenatore di calcio ed ex calciatore sudafricano, di ruolo attaccante.

## Palmarès

### Giocatore

#### Competizioni nazionali
- Coppa d'Austria: 1

Grazer AK: 1980-1981

### Allenatore

#### Competizioni nazionali
- Premier Soccer League (Sudafrica): 2

Orlando Pirates: 2000-2001
Mamelodi Sundowns: 2006-2007